# Marlies W. Fröse
Marlies W. Fröse (* 1958 in Gronau (Westf.)) ist eine deutsche Pädagogin und Sozialwissenschaftlerin. Sie war Hochschullehrerin für Organisation, Führung, Management und Personal im Sozial-, Bildungs- und Gesundheitsbereich. Sie arbeitet heute als Seniorcoach (DGfC), Supervisorin (DGSv) und Organisationsberaterin (Trigon).

## Leben
Marlies W. Fröse studierte zwischen 1980 und 1991 Sozialarbeit an der FH Münster, Ethnologie, Soziologie und Pädagogik an der Universität Münster sowie Pädagogik an der Universität Osnabrück.
Bevor sie im Jahr 1998 in die Wissenschaft wechselte, war sie in internationalen Kontexten als Geschäftsführerin (bei Medica Mondiale), als Beraterin und Gutachterin für Bildungs-, Frauen und Gesundheitsprojekten in Indonesien, Malaysia, Indien, Burkina Faso, Uganda, Mexiko und Argentinien tätig. Zudem wirkte sie mehr als 20 Jahre in der von Carola Möller gegründeten Stiftung Fraueninitiative mit, die sich explizit dem „Anders Wirtschaften und Arbeiten, Reflexionen zu ökonomischen Fragen hin zu einem bedürfnisorientierten und solidarischen Wirtschaften und Arbeiten“ auseinandersetzte. 
Ihre Promotion über Unsichtbare Mauern. Nonformale Bildung und Frauen in der internationalen Bildungszusammenarbeit der Bundesrepublik Deutschland schloss sie im Jahr 1997 bei Konrad Hartong (2004†) an der Universität Osnabrück ab. Im Jahr 1998 wurde sie auf die Professur für Management in Social Organizations an der Evangelischen Hochschule Darmstadt berufen. Sie lehrte und forschte in den Feldern Organisationsentwicklung, Management und Leadership. In der Zeit von 2009 bis 2013 verantwortete sie als Lehrbeauftragte den Schwerpunkt Leadership an der LIMAK (Austrian Business School der Johannes-Kepler-Universität). Im Jahr 2010 erfolgte ein Wechsel an die Hochschule Luzern (CH). Dort hatte sie eine Forschungsprofessur für Organisation und Management inne. Im Jahr 2014 habilitierte sie sich in Sozialpädagogik an der Fakultät für Sozial- und Verhaltenswissenschaften der Friedrich-Schiller-Universität Jena. Ihre Habilitationsschrift galt dem Thema Transformationen in (sozialen) Organisationen. Verborgene Komplexitäten. Ein Entwurf. Im Jahr 2015 kehrte sie nach Deutschland zurück und nahm eine Professur für Personal- und Organisationsentwicklung in der Sozial- und Gesundheitswirtschaft an der Evangelischen Hochschule Dresden an. In der Zeit von 2017 bis 2022 war sie Prorektorin und Rektorin der Evangelischen Hochschule Dresden. Seit 2014 lehrt sie als Privatdozentin am Institut für Erziehungswissenschaft sowie am international ausgerichteten Institut für Bildung und Kultur (IBK) an der Friedrich-Schiller Universität in Jena,
Seit 2005 ist sie Mitglied der Redaktion der Zeitschrift "Perspektive Mediation - Beiträge zur Konfliktkultur".
Seit 2016 ist sie im wissenschaftlichen Beirat „Zur Erweiterung des Menschenrechts auf Bildung“.

### Forschungs- und Arbeitsschwerpunkte
Die Forschungs- und Arbeitsschwerpunkte von Marlies W. Fröse liegen in der Verbindung von Theorie und Praxis: Transformationen in (sozialen) Organisationen, Führung, (Mixed)-Leadership, Organisationsentwicklung, Konfliktmanagement und Dialogfähigkeit, Diversität und Gender Management, Organisations- und Managementtheorien, Human Ressource Management. Sie hat darüber hinaus auch zu Sir Ernest Shackleton und seinem Verständnis über Führung unter extremen Bedingungen, zu Mary Parker Follett sowie zu Emotionen und Intuitionen, unbewussten und verborgenen Dynamiken in Führung und Organisation, Hochschule und Habitus orientierter Managementberatung geforscht und publiziert.

## Schriften (Auswahl)
- „Citar es citarse“ – Zitieren heißt sich begegnen. Biografische und wissenschaftliche Fragmente aus dem Denktagebuch, in: Uwe Hirschfeld, Ulf Liedke und Michael Winkler (Hrsg.): Verstehen und Verantwortung in Organisationen und Bildungsprozessen. Festschrift für Marlies W. Fröse. Weinheim/Basel 2024, 18–44. (DNB-Katalog)
- Umwege und Zwischenräume: Perspektiven zu Bildung und Kultur. Beltz/Juventa: Weinheim. 2024. [Hg. gemeinsam mit Markus Hundeck und Michael Winkler, Hg.]. (DNB-Katalog)
- Verborgene und unbewusste Dynamiken in Organisationen. Systeme psychoanalytisch verstehen in Beratung, Coaching und Supervision. Psychosozial Verlag: Gießen. 2023. [Hg. gemeinsam mit Annemarie Bauer und Jörg Seigies]. (DNB-Katalog)
- Annäherung an Führung und Organisation. Ergon Verlag: Würzburg. 2019. (DNB-Katalog)
- Carola Möller – eine feministisch-ökonomische Vordenkerin. Ausgewählte Schriften und Vorträge 1966–1999. Ulrike Helmer Verlag: Königstein. 2018. [Hg. gemeinsam mit Rita Seppelfricke, Annekathrin Link und der Stiftung Fraueninitiative]. (DNB-Katalog)
- Transformationen in (sozialen) Organisationen. Verborgene Komplexitäten. Ein Entwurf. Ergon Verlag: Würzburg. 2015. (DNB-Katalog)
- Führung und Organisation. Neue Entwicklungen im Management der Sozial- und Gesundheitswirtschaft. Springer VS. Wiesbaden. 2019. [Hg. gemeinsam mit Beate Naake und Maik Arnold]. (DNB-Katalog)
- Emotion und Intuition in Führung und Organisation. Springer / Gabler / SGO Schriftenreihe „uniscope“. 2015/2016. [Hg. gemeinsam mit Stephanie Kaudela-Baum und Frank E.P. Dievernich]. (DNB-Katalog)
- Mixed Leadership: Mit Frauen in die Führung! Haupt Verlag: Bern/Stuttgart/Wien. 2009. [Hg. gemeinsam mit Astrid Szebel-Habig]. (DNB-Katalog)
- Organisationsentwicklung und Konfliktmanagement. Haupt Verlag: Bern/Stuttgart/Wien. 2007. [Hg. gemeinsam mit Rudi Ballreich und Hannes Piber]. (DNB-Katalog)
- Management in Sozialen Organisationen. Beiträge aus Theorie, Forschung und Praxis – Das Darmstädter Management-Modell. (Hg.). Haupt Verlag: Bern/Stuttgart/Wien. 2005. (DNB-Katalog)
- Women in Management. Beiträge zu Existenzgründungen von Frauen und Geschlechterkonstruktionen im Management von Organisationen. Ulrike Helmer Verlag: Königstein/Taunus. 2004. [Hg. gemeinsam mit Maria Rumpf (2012†)]. (DNB-Katalog)
- Krieg, Geschlecht und Traumatisierung: Erfahrungen und Reflexionen in der Arbeit mit traumatisierten Frauen in Kriegs- und Krisengebieten. Edition Hipparchia. 1999. [Hg. gemeinsam mit Medica Mondiale und Ina Volpp-Teuscher]. (DNB-Katalog)
- Mitherausgeberin der Schriftenreihe "Konzepte und Materialien der Stiftung Fraueninitiative" (2001–2018) (Ulrike Helmer Verlag)